# Flugzeug von Nürnberg

Pressemeldung

Das Flugzeug von Nürnberg war ein oder mehrere französische Flugzeuge, die laut einer Falschmeldung am 2. August 1914 in der Nähe von Nürnberg Bomben abgeworfen haben sollen, unmittelbar vor der am nächsten Tag erfolgten Kriegserklärung Deutschlands an Frankreich.

## Falschmeldung
Am 2. August wurde unter Berufung auf militärische Quellen in mehreren Extrablättern gemeldet, französische Flugzeuge hätten bei Nürnberg Bomben abgeworfen. Frankreich hatte Deutschland damals noch nicht den Krieg erklärt; ein solcher Angriff wäre völkerrechtswidrig gewesen.
Maximilian von Montgelas zufolge seien am 2. August Meldungen über Bombenabwürfe auf die Bahnstrecken Nürnberg–Würzburg und Nürnberg–Ansbach bei der Nürnberger Linienkommandantur eingegangen. Diese habe die Meldungen telefonisch an das Generalkommando des III. Bayerischen Armeekorps weitergegeben. Dieses meldete unter Vorbehalt weiter an den Großen Generalstab. Nachdem die Meldungen sich als falsch herausgestellt hatten, wurde auch das gemeldet. Die Linienkommandantur Nürnberg schickte die Meldung auch an die Eisenbahnabteilung des Großen Generalstabs; sie widerrief diese aber nicht, als sich die Meldung als falsch herausgestellt hatte.
Der damalige Nürnberger Oberbürgermeister Otto Geßler schrieb nach dem Krieg, einige Landsturmleute, die Bahnstrecken bewachen mussten, hätten vermeintlich in Wolkenschatten Flugzeuge gesehen und dies gemeldet. Diese Meldung sei ohne Prüfung weitergegeben worden.
Möglicherweise wurde ein französisches Flugzeug beschossen, das am 1. August Nürnberg überflog.
Die Meldung kam dem Generalstab gelegen. Am 2. August meldete der bayerische Militärbevollmächtigte aus Berlin nach München:

„Da traf die willkommene Nachricht von unserem III.AK über den Bombenabwurf durch einen französischen Flieger bei Nürnberg ein. Nun erklärten Kriegsministerium und Generalstab, ohne noch einen diplomatischen Akt abzuwarten, Frankreich als Feind.“

## Folgen
Welche Rolle die Meldung bei der Entscheidungsfindung für die Kriegserklärung tatsächlich spielte, ist nicht sicher. Jedenfalls wird der angebliche Vorfall in der deutschen Kriegserklärung an Frankreich am 3. August 1914 (übergeben um 18 Uhr) erwähnt, die Meldung war zudem schon am 2. August ohne weitere Prüfung auch nach Italien und England weitergegeben worden, obwohl zu diesem Zeitpunkt vermutlich klar war, dass eine Falschmeldung vorlag, denn noch am Abend des 2. August hatte der preußische Gesandte in München an den Reichskanzler telegraphiert, dass es keine Bestätigung für die Meldungen gab (Ankunft des Telegramms angeblich erst nachmittags 3. August).
Das hinderte Reichskanzler Bethmann Hollweg nicht, am 4. August, unter anderem unter Verweis auf den vermeintlichen Angriff festzustellen:

„Meine Herren, wir sind jetzt in Notwehr; und Not kennt kein Gebot.“

In der Reichstagsrede wurde „Nürnberg“ allerdings nicht explizit erwähnt, Bethmann Hollweg sprach nur von „französischen Fliegerangriffen bis nach Süddeutschland“. Wilhelm II. vermerkte am 2. August 1914 in Bezug auf den angeblichen Vorfall:

„… durch ihre Bomben schmeißenden Flieger [haben] die Franzosen den Krieg und den Völkerrechtsbruch begonnen.“

Gleichzeitig gab es auch Gerüchte über Flugzeugangriffe auf Bahnen bei Wesel und Karlsruhe, die sich alle als falsch erwiesen. Ein offizielles Dementi wurde nie veröffentlicht. Nach Ende des Weltkrieges wurde das Flugzeug von Nürnberg Teil der erbittert geführten Debatte um die Kriegsschuldfrage.
In einem Artikel der New York Times von 1916 wird, um die Verwirrung vollständig zu machen, von einer Telegraphenmeldung vom 1. August berichtet, in der von Bombenabwürfen bei Neuenburg berichtet wird. Aus „Neuenburg“ soll dann in den Zeitungsmeldungen „Nürnberg“ geworden sein.